# Шрайер, Петер
Петер Шрайер (нем. Peter Schreier; 29 июля 1935, Мейсен — 25 декабря 2019, Дрезден) — немецкий оперный и камерный певец (тенор) и дирижёр. Лауреат двух Национальных премий ГДР (1972, 1986). Каммерзенгер Берлинской, Баварской и Венской государственных опер. Член Шведской королевской академии свободных искусств.

## Биография
Петер Шрайер родился 29 июля 1935 года в саксонском городе Майсен. Его отец был учителем и кантором.
В 1945—1954 годах пел в знаменитом Дрезденском хоре мальчиков (Dresdner Kreuzchor) под руководством Рудольфа Мауэрсбергера. В 1956—1959 годах изучал музыку в Лейпциге и Дрездене. Официальный оперный дебют певца состоялся в 1959 г. в роли Первого заключённого в «Фиделио».
C 1961 года Шрайер пел в Дрезденской государственной опере, с 1963 года — в Берлинской Государственной опере. Выступал в Вене и Лондоне (с 1966 года), Нью-Йорке (с 1967 года), Милане (с 1968 года) и Буэнос-Айресе (с 1969 года). Участвовал в Зальцбургском и Байрейтском фестивалях. Часто гастролировал в странах социалистического лагеря, в том числе в СССР.

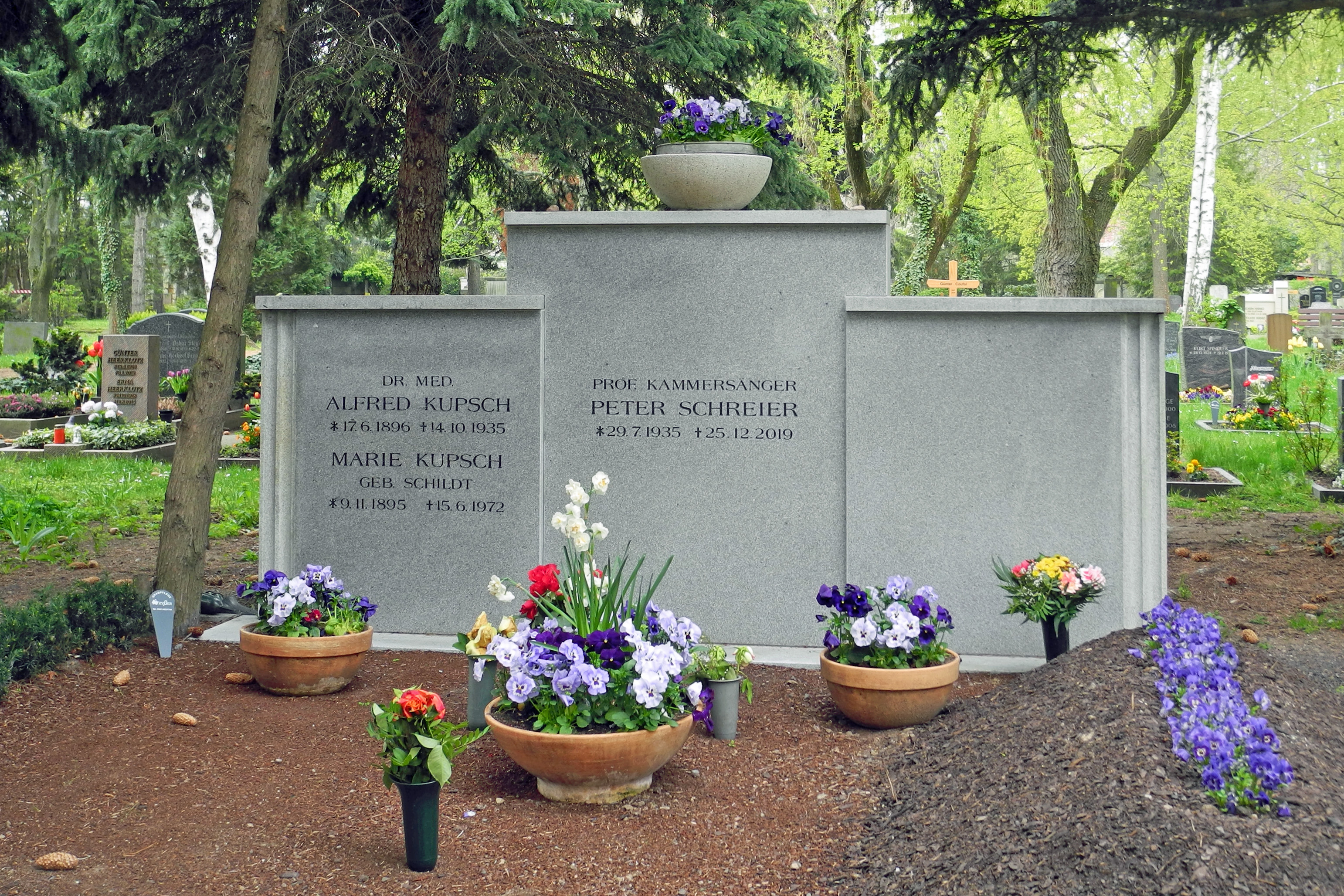
Могила Петера Шрайера в Дрездене

Петер Шрайер исполнял духовную музыку (например, был превосходным Евангелистом в «Страстях» Баха), песенный репертуар. Выступал в операх Моцарта («Так поступают все», «Похищение из сераля», «Волшебная флейта»), Бетховена («Фиделио»), Вебера («Вольный стрелок»), Вагнера («Золото Рейна»), Пфицнера («Палестрина»).
Дирижёрский дебют Петера Шрайера состоялся в 1970 году. Он работал с такими оркестрами, как Берлинский филармонический, Гамбургский симфонический, Дрезденская государственная капелла и т. д. Основную часть его репертуара занимает духовная музыка.
Скончался 25 декабря 2019 года в Дрездене, похоронен на кладбище Маттеусфридхоф.

## Награды и звания
Лауреат Национальной премии Германской Демократической Республики I и III степени (1972, 1986), Премии Роберта Шумана (1969), Музыкальной премии Эрнста фон Сименса (1988), Премии европейской церковной музыки и т. д. В 1986 году стал почётным членом Общества друзей музыки в Вене, в 1989 году — членом Королевской Шведской Академии искусств. Кавалер орденов Звезда дружбы народов и За заслуги перед Отечеством I степени ГДР и За заслуги перед Федеративной Республикой Германия.
Командор ордена Льва Финляндии (2000).